# Adreus micraster
Adreus micraster är en svampdjursart som först beskrevs av Burton 1956.  Adreus micraster ingår i släktet Adreus och familjen Hemiasterellidae. Inga underarter finns listade i Catalogue of Life.